# Jindřich Hořínek
Jindřich Hořínek (1. ledna 1912 Kratochvilka – 6. dubna 1942 Llanymawddwy) byl český palubní střelec Royal Air Force v období druhé světové války.

## Život

### Před druhou světovou válkou
Jindřich Hořínek se narodil 1. ledna 1912 v Kratochvilce na Brněnsku v rodině horníka Josefa Hořínka a Josefy, rozené Cibulkové. Prezenční vojenskou službu absolvoval u Pěšího pluku 43 v Židenicích. Pracoval jako zámečník v brněnské Zbrojovce. V roce 1937 se oženil s tovární dělnicí Žofií Veverkovou, manželům se v roce 1939 narodil syn Jindřich. Po svatbě bydlel v Omicích.

### Druhá světová válka
Po německé okupaci v březnu 1939 opustil Jindřich Hořínek Protektorát Čechy a Morava a odešel do Francie, kde byl 26. prosince 1939 Agde prezentován u zde vznikající jednotky Československé armády v zahranicí. Po pádu Francie v červnu 1940 se evakuoval do Spojeného království. Zde se stal příslušníkem Royal Air Force a byl zařazen k výcviku na palubního střelce. Zahynul 6. dubna 1942 během cvičného letu jako příslušník 1429. československé operačně-výcvikové letky, kdy se stroj Vickers Wellington Mk.Ic P9299 KX-A pod velením Aloise Kedy startující z East Wrethamu zřítil v kopcích u Llanymawddwy ve Walesu. Pohřben byl na hřbitově u kostela svatého Ethelberta v East Wrethamu v Norfolku. Dosáhl hodnosti četaře.

## Posmrtná ocenění
- V roce 1947 byl Jindřich Hořínek in memoriam povýšen do hodnosti štábního rotmistra a v roce 1991 do hodnosti podplukovníka
- Československý válečný kříž 1939